# کاروی فاتر
کاروی فاتر (مجاری: Károly Fatér؛ زادهٔ ۹ آوریل ۱۹۴۰) بازیکن فوتبال اهل مجارستان بود.
وی به‌همراه تیم ملی فوتبال مجارستان در بازی‌های المپیک تابستانی ۱۹۶۸ به مقام قهرمانی دست پیدا کرده‌است.